# Eleven Sports (cadena de televisión portuguesa)
Eleven Sports era una cadena de televisión portuguesa de pago por cable, satélite e IPTV orientada al deporte con seis canales premium y un servicio OTT. Era propiedad de Andrea Radrizzani y DAZN Group (ejecutiva del marketing deportivo MP & Silva) y The Channel Company. El operador abrió sus puertas en Portugal en 2018 con la compra de los derechos de la Liga de Campeones y la Liga española.

## Historia
En mayo de 2018, Eleven Sports anunció la compra de los derechos de la UEFA Champions League y LaLiga Santander para el mercado portugués. Ese mismo mes, Eleven anunció un socio de distribución con la empresa de telecomunicaciones portuguesa Nowo.
En junio de 2018 se anunció la compra de los derechos de tres competiciones de la liga de fútbol francesa: Ligue 1, Coupe de la Ligue y Trophée des Champions. El 19 de junio de 2018, Eleven anunció que había comprado los derechos para transmitir la Premier League escocesa, la Pro League belga (a partir de la temporada 2018-19) y la Bundesliga (a partir de la temporada 2019-20).
En una entrevista con el periódico local Expresso, Danny Menken (director general del grupo Eleven) mencionó que Eleven Sports incluirá un paquete premium de dos canales HD 24/7 (con 4 canales emergentes para cobertura adicional) con un costo de menos de 10 € al mes (con descuentos para suscriptores de pases de temporada). El paquete se lanzó el 15 de agosto de 2018, el día de la Supercopa de Europa 2018.El 29 de junio de 2018 se anunció oficialmente que Eleven Sports tendrá dos ofertas: una oferta lineal con dos canales 24/7 en HD (con 4 canales emergentes para cobertura adicional) y una oferta de transmisión OTT. Ambas opciones costarán €9,99.
El 3 de diciembre de 2019, Eleven Sports anunció que probaría su entrada en el mercado de PPV en Portugal con la pelea de Andy Ruiz Jr. vs. Anthony Joshua II. Esta fue la primera vez que una emisora participó en transmisiones de PPV después de que TVCabo (actualmente NOS) transmitiera una cantidad selecta de películas entre 2005 y 2010 bajo la marca "VOD". Los suscriptores actuales (en ese momento) de Eleven Sports tuvieron acceso al evento sin cargo adicional.
En septiembre de 2022, DAZN anunció que adquiriría los negocios de medios deportivos de Eleven, ELEVEN y Team Whistle; la compra ampliaría su presencia en Asia y Europa Occidental. El acuerdo se concretó el 15 de febrero de 2023. Con la excepción del contenido en Bélgica, Portugal y Taiwán, se rebautizaron como DAZN Eleven Sports más tarde ese mismo mes, y la marca Eleven existió solo como canal lineal en Portugal, Bélgica y Taiwán hasta julio de 2024, después de que fueran reemplazados como parte de los canales lineales de DAZN.

## Derechos

### Fútbol
- Liga de Campeones de la UEFA
- Supercopa de la UEFA
- Liga Juvenil de la UEFA
- Primera División de Bélgica
- Supercopa de Bélgica
- Premier League[11]
- Ligue 1
- Supercopa de Francia
- Bundesliga
- 2. Bundesliga
- Copa de Alemania
- Supercopa de Alemania
- Primera División de España
- Supercopa de España

### Baloncesto
- Liga ACB
- Copa del Rey de baloncesto
- Supercopa de España de baloncesto

### Fútbol sala
- Liga de Campeones de la UEFA de fútbol sala (sólo finalistas)

### Fútbol americano
- National Football League

### Kickboxing
- Enfusion

### MMA
- M-1 Global
- Professional Fighters League
- Hexagone MMA

### Deportes de motor
- Fórmula E
- NASCAR Cup Series

### Pádel
- World Padel Tour

### Hockey sobre patines
- WSE Champions League

### Tenis
- ATP Tour 250
- Laver Cup
- Circuito de la WTA